# Falocentrismo
Falocentrismo é a convicção baseada na ideia de superioridade masculina, na qual falo representa o valor significativo fundamental. Trata uma estrutura ou estilo de pensamento, linguagem ou escrita (muitas vezes considerada como típica da filosofia, cultura ou literatura tradicionais do Ocidente), desconstruída como expressão das atitudes masculinas e enfatização da superioridade masculina; em que o falocentrismo é implicitamente comunicado por ou através da linguagem.

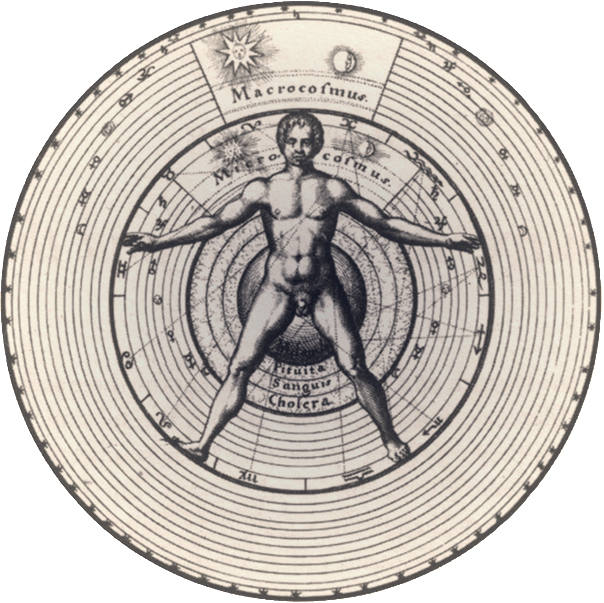
Xilogravura do século XVI de Robert Fludd do 'Homem Vitruviano', com o falo no centro

O falocentrismo consiste numa visão ou forma de pensamento que defende a lógica do patriarcado. Estabelece o sistema da divisão simbólica do trabalho entre os sexos, cuja expressão "entre os géneros" ajuda a explicar. Neste sistema, o masculino e o feminino encontram-se numa posição estruturalmente assimétrica: os homens, como os referentes empíricos do masculino, possuem o falo, ou seja, a visão da virilidade abstracta. Em oposição, a produção teórica do conceito de feminilidade tem vindo a ser trabalhada de uma forma que não esteja estritamente vinculada ao falo, representando uma alternativa à concepção falocêntrica, que trata a sexualidade feminina através de um paradigma universal. A partir deste paradigma, o modelo adoptado é o da sexualidade masculina, e tudo o que se afasta desse modelo é tratado de forma negativizada. O conceito de feminilidade acentua, em relação ao modelo falocêntrico, a valorização do que é singular em oposição ao universal.
Esse imaginário promoveu, ao longo da história, uma atribuição social do poder ao homem, que este recebia como algo que lhe era próprio, "por natureza", enquanto possuidor de um pênis, garantia do "brilho fálico". Em momentos em que os atributos de força e valor físico eram imprescindíveis para assegurar a posse das terras, dos Estados e das mulheres, a supremacia masculina era incontestável. Todo um aparelho institucional estava destinado a sustentar a lógica que dividia a espécie entre seres “completos” e “incompletos”. Desde a psicanálise, pensa-se que o falocentrismo, que sustenta a distribuição de valores – e de poderes – na sociedade patriarcal, não gerou, mas reforçou o imaginário “eles têm – elas não” que não é mais que a teoria infantil nascida da impossibilidade de inscrever a diferença sexual nos primeiros anos de vida.